# Trilok Gurtu

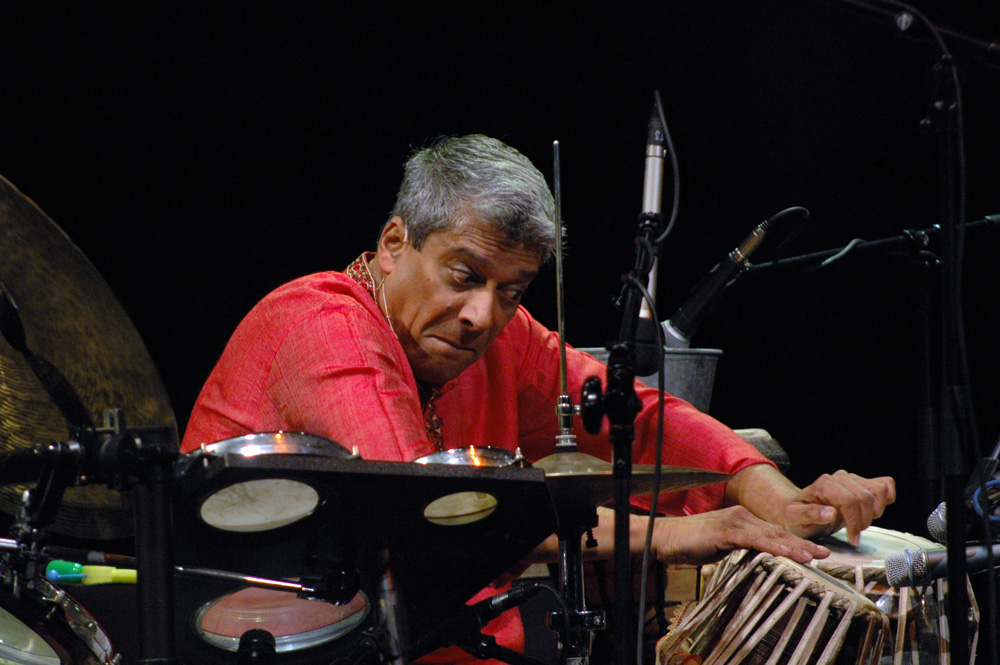
Trilok Gurtu (Warschau, 2007)

Trilok Gurtu (* 30. Oktober 1951 in Bombay) ist ein indischer Perkussionist und Sänger, der vor allem als Vermittler zwischen indischen und westlichen Musik-Traditionen berühmt geworden ist. Während man ihn Mitte der 1980er-Jahre als zugehörig zur Welt des Jazz gesehen hat, gilt er seit Mitte der 1990er Jahre als Vertreter der Weltmusik. Im 21. Jahrhundert sucht er mehr als zuvor die Zusammenarbeit mit Musikern aus seiner Heimat, bleibt dabei aber seiner Wahlheimat Hamburg treu.

## Leben und Wirken

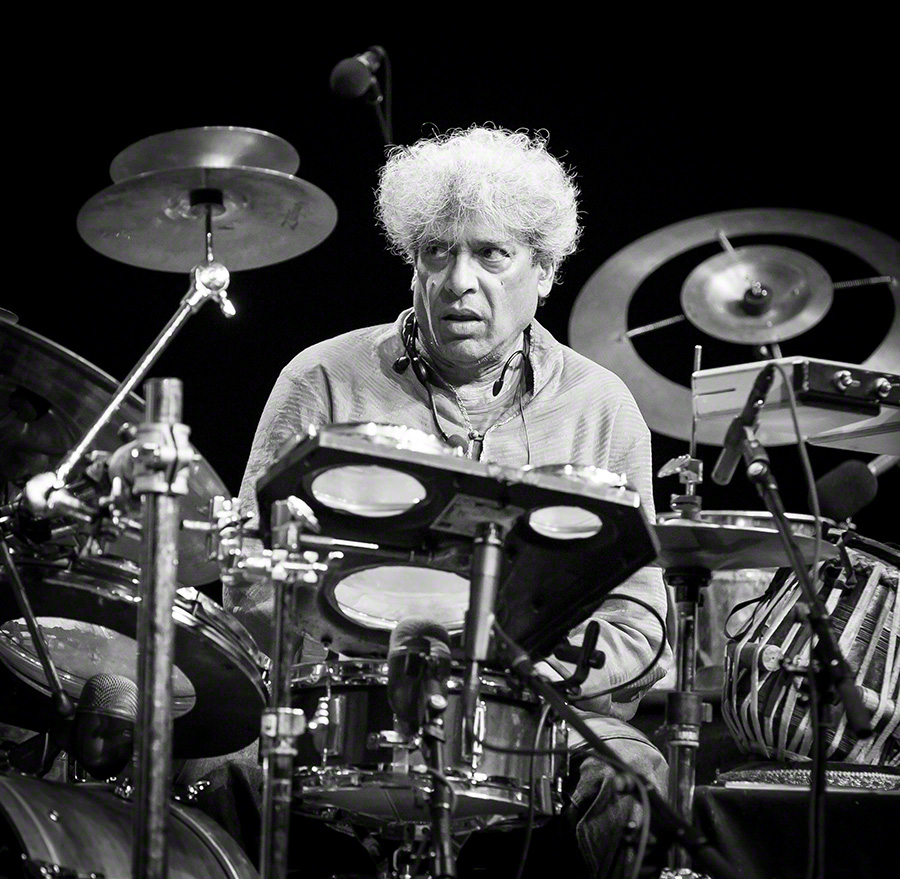
Trilok Gurtu, Oslo Jazzfestival 2016

### Kindheit und Jugend
Gurtu wurde in eine musikalische Familie in Bombay hineingeboren. Seinen Großvater bezeichnet Gurtu als einen sehr guten Sitar-Spieler, sagt allerdings, dass dieser Großvater auf Auftritte verzichtet hat, da es aus finanzieller Sicht keine Notwendigkeit dafür gab. Seine Mutter, Shobha Gurtu dagegen trat mit ihrer Kunst, dem leichten klassischen, nordindischen Gesang, öffentlich auf. Sie gilt als die berühmteste Sängerin im halbklassischen Thumri-Stil.
Gurtu berichtete in mehreren Interviews, dass er in der Kindheit ständig Musik um sich herum hatte und dass er von seiner Umgebung zu musikalischen Übungen angehalten wurde. Bereits im Alter von fünf Jahren begann er, die Tablas zu spielen. Wichtige Anregungen kamen dabei von seinem älteren Bruder, Ravi, der sich vor ihm bereits auf die Perkussion verlegt hatte. Der Bruder brachte immer mal wieder auch Platten mit Latin-Musik ins Haus, und bereits als Kind versuchte Gurtu, die Conga-Parts aus den gehörten Latin-Stücken nachzutrommeln.
Schon im Alter von zehn Jahren hatte er zusammen mit dem Bruder eine Perkussionsgruppe, und es gab Engagements für Konzerte an den Universitäten. Zu dieser Zeit hatte er neben dem Tabla-Spiel auch gelernt, mit Bongos und mit dem Schlagzeug umzugehen. Als er sechzehn Jahre alt war, also circa im Jahr 1967, nahm er Arbeiten in Kinos und in Hotels an. Die Arbeit in westlich ausgerichteten Hotels bot ihm mehr als zuvor die Möglichkeit, sich mit westlicher Musik vertraut zu machen. Wenn es um die Musiker geht, die ihn damals beeinflusst haben, dann nennt er vor allem John Coltrane, Jimi Hendrix, James Brown und The Supremes.
Auf Wunsch des Vaters begann er ein Studium, konnte sich aber für die Studieninhalte nicht begeistern. Wichtiger war für ihn, dass er sich im Jahr 1969 einer Gruppe namens Waterfront anschließen konnte. Waterfront spielte in Diskotheken und manchmal auch auf Pop-Konzerten. Da man als Musiker in Indien nicht gut Geld verdienen konnte, gab man die Auftritte im Jahr 1973 auf. Für Gurtu waren das noch Zeiten, in denen er sich kein eigenes Schlagzeug leisten konnte und sich daher seine Instrumente bei Freunden leihen musste.

### Kontaktaufnahmen mit Musikern der westlichen Welt
Im Jahr 1973, im Alter von 21 Jahren, verließ er Indien und reiste durch Europa, zuerst mit der Band Waterfront und später als Teil der Popmusik-Truppe von Rahul Dev Burman und der Filmmusik-Sängerin Asha Bhosle. Er lebte für einige Zeit in Italien und kehrte dann nach Indien zurück. Über diese Zeit sagt er: „Ich verstand es, Stücke von Hendrix auf den Tablas zu spielen, aber keiner kümmerte sich darum.“
Als er wieder zurück in Bombay war, spielte er auf dem Jazz Yatra Festival zusammen mit Charlie Mariano. Mariano war der erste westliche Musiker, mit dem er zusammen auftreten konnte. Gurtu bewarb sich mit einer Empfehlung Marianos beim Berklee College of Music in den Vereinigten Staaten, wurde aber abgelehnt. Als sich Jahre später die internationale Beachtung und viele Ehrenpreise eingestellt hatten, bekam er vom selben College die Ehrenmitgliedschaft angeboten, und da war es dann er, der ablehnte.
Im Jahr 1977 reiste er mit Asha Bhosle nach New York. Anschließend ging er nach Deutschland und spielte mit der deutschen Rock-Band Embryo zusammen. Da sich mit diesen Engagements nicht genug Geld verdienen ließ, ging er nach Schweden, um dort mit dem Jazz-Trompeter Don Cherry zusammenzuarbeiten.

### Jazz und Klassik
Seit 1977 spielte er in der Family of Percussion des Schweizer Perkussionisten Peter Giger. Über Don Cherry kam er in Verbindung mit Jazzmusikern wie Archie Shepp, Jan Garbarek, Philip Catherine, L. Shankar, Gil Evans, Airto Moreira und Paul Bley. Er nahm Stücke auf mit Catherine und L. Shankar, Mariano, Bley und Barre Phillips. Man arbeitete für zwei Jahre zusammen.
Danach ging er zu Karl Berger nach Woodstock, New York, um Unterricht zu geben. Dort begegneten ihm die Jazz-Musiker Jack DeJohnette, Pat Metheny, Naná Vasconcelos, und Collin Walcott. In der Gruppe Oregon wurde er Nachfolger von Collin Walcott, nachdem dieser bei einem Verkehrsunfall ums Leben gekommen war; von 1984 bis 1988 bereiste er zusammen mit Oregon die Welt. Zusammen mit Jan Garbarek und Zakir Hussain gehörte er außerdem zum Quartett von L. Shankar. Mit Garbarek spielte er 1985 dessen Album Song for Everyone ein.
Mitte der 80er war Gurtu eine feste Größe in der Musikwelt. Neben seinen Auftritten mit Jazzkünstlern zieht es ihn immer wieder zur Zusammenarbeit mit Vertretern der klassischen Musik, etwa den klavierspielenden Lebèque-Schwestern oder dem Cello-Virtuosen Yo-Yo Ma.
Im Jahr 1988 wurde der Gitarrist John McLaughlin auf Gurtu aufmerksam, als dieser zusammen mit Mariano bei einem Festival in Deutschland auftrat. Er lud ihn ein, das McLaughlin-Trio musikalisch zu ergänzen. Für vier Jahre war er fester Bestandteil von McLaughlins Band, inbegriffen waren mehrere Welttourneen und Albumeinspielungen. Daneben gab es in dieser Zeit Zusammenarbeit mit Joe Zawinul, Bill Laswell, Maria João, Gilberto Gil, Pharoah Sanders, Annie Lennox und Pat Metheny.
1988 trat er bei europäischen Festivals mit einer eigenen Band auf. Seine erste LP war Usfret. Die Musik von Usfret ist Session-Musik, bei der nur die Perkussion vorher festgelegt worden war. Beteiligt waren Don Cherry, Ralph Towner, L. Shankar, Jonas Hellborg und Gurtus Mutter. Das Album erwies sich als nicht erfolgreich. Die Kritik und auch die Fans vermochten seinen Visionen von Musik nicht zu folgen.
Es folgte 1991 das mehr durchstrukturierte Album Living Magic. Beteiligt waren Jan Garbarek als Saxophonist und Nana Vasconcelos als Perkussionist. Mit diesem Album geriet er noch mehr als zuvor in die Welt des Jazz hinein. Im Sommer 1993 war Gurtu mit seinem eigenen Trio unterwegs, um das eigene Album The Crazy Saints zu fördern. Bei The Crazy Saints standen Joe Zawinul und Pat Metheny im Vordergrund. Die Musik verband subtile indische Rhythmen und indischen Gesang mit Elementen des modernen Jazz und Rock.
Im folgenden Jahr wurde die Band zu einem Quartett erweitert. Zu den Mitspielern auf den nächsten Alben gehörten Neneh Cherry, Angélique Kidjo, Steve Lukather und Salif Keïta. Das fünfte von Gurtus Alben erschien 1996 mit dem Titel Bad Habits. Es handelt sich um Live-Aufnahmen von zwei Konzerten im Kölner Stadtgarten. Eine für ihn ungewöhnliche Aufnahme war 1996 das Album Tabla Tarang – Melody on Drums, bei dem er Kamalesh Maitra, den letzten großen indischen Meister auf dem Tabla Tarang zurückhaltend begleitete.

## „Weltmusik“
Etwa um das Jahr 1996 wandte sich Gurtu dem Weltmusik-Zirkel zu. Auf seinen Alben sind nun nicht vorwiegend Größen aus Jazz und Rock vertreten, sondern immer mehr auch in der populären Musikszene bekannte Künstler, die nicht dem westlichen Kulturkreis angehören.
Seine Band von 1999 umfasste drei Inder und zwei Afrikaner. Mit dieser Gruppe nahm er das Album African Fantasy auf, die erste Veröffentlichung, mit der er sich deutlich der afrikanischen Musik zuwendete. Es gibt indischen Gesang zu hören, Sitar- und Sarangi-Klänge und eine große Anzahl an Perkussionsinstrumenten aus aller Welt. Die Verkaufszahlen der African-Fantasy-CD übertrafen die von allen vorhergehenden Alben.
In einer Zeit, in der er viele Auftritte mit seiner Gruppe absolvierte, gab es für ihn außerdem prestigeträchtige Solo-Auftritte und Gastauftritte auf Alben von John McLaughlin, Pharoah Sanders, Nitin Sawhney, Lalo Schifrin, Gilberto Gil und Bill Laswell.
Für das im Jahre 2001 folgende Album The Beat of Love waren wieder die Musiktraditionen Afrikas und Indiens maßgebend. Er versammelte für dieses Album einige der angesehensten afrikanischen Sänger unserer Zeit. Zu diesen gehören Salif Keïta (Mali), Angélique Kidjo (Benin), Wasis Diop (Senegal), Jabu Khanyile (Südafrika) und Sabine Kabongo. Zahlreiche Stücke wurden in Indien aufgenommen. Dance with My Lover ist ein Stück, das im afrikanischen Jùjú-Stil komponiert ist; es wurde ausschließlich mit indischen Musikern aufgenommen.
Remembrance aus dem Jahre 2002 ist das erste eigene Album, das Gurtu ausschließlich mit indischen Musikern eingespielt hat, darunter mit seiner Mutter Shobha Gurtu und dem Tabla-Spieler Zakir Hussain. Die Musik von Remembrance ist indische Musik, die einige Zugeständnisse an die Hörgewohnheiten in der westlichen Welt macht.
Es gab Aufsehen erregende Musik-Ereignisse, an denen Gurtu beteiligt war. So musizierte er im Londoner Hyde Park zum 50. Thronjubiläum von Königin Elisabeth II. sowie bei einem Konzert in Bombay zum 70. Jubiläum des BBC World Service mit Youssou N’Dour und Baaba Maal. Im Hafen von Kopenhagen trommelte er mit dem koreanischen Perkussions-Ensemble Samulnori auf einer schwimmenden Bühne.
Für sein elftes Soloalbum Broken Rhythms aus dem Jahre 2004 engagierte er neben dem irischen Blues-Gitarristen Gary Moore das italienische Arké String Quartet, den tuwinischen Obertonchor Huun-Huur-Tu, den „Teufelsgeiger“ Ganesh Kumar, Sitar-Meister Ravi Chary, sowie mehrere indische Vokalistinnen.
Eine Besonderheit bei Gurtus Auftritten besteht darin, dass er seine Perkussions-Instrumente häufig auf dem Boden um sich herum versammelt. Meistens sind vertreten: Becken, Hi-Hats, Snaredrums, Tomtoms, Congas, indische Tablas und Dhol-Trommeln, Gongs und Glocken, außerdem meistens auch einen Eimer Wasser, in den er hallende Gegenstände hält, um so Klangeffekte zu erzielen.

## Auszeichnungen
Gurtu hat in den Jahren 1994 bis 1996 und 1999 bis 2002 jeweils den Kritiker-Preis der Zeitschrift Down Beat als bester Perkussionist des Jahres gewonnen. 1999 wurde er von den Lesern des Drum Magazine zum besten Perkussionisten des Jahres gewählt.

## Diskografische Hinweise
- Usfret (CMP, 1987)
- Living Magic (CMP, 1990)
- Crazy Saints (CMP, 1993)
- Believe (CMP, 1995)
- Bad Habits Die Hard (CMP, 1996)
- The Glimpse (CMP, 1997)
- Kathak (ESC Records, 1998)
- African Fantasy (ESC Records, 2000)
- The Beat of Love (Blue Thumb, 2001)
- Remembrance (Universal, 2002)
- Izzat Respect (Times Square, 2003)
- Broken Rhythms (Exil, 2004)
- Farakala, mit Frikyiwa Family (Frikyiwa, 2006)
- Arkeology, mit Arké String Quartet (Promo Music, 2006)
- Twenty Years of Talking Tabla (Union Square Music, 2007)
- Massical (BHM Productions, 2009)
- Spellbound (Moosicus Records, 2013, mit Sabri Tuluğ Tırpan, Jonathan Ihlenfeld Cuñado sowie Don Cherry, Hasan Gözetlik, Nitin Shankar; Nils Petter Molvær, Carlo Cantini, Ibrahim Maalouf, Paolo Fresu, Matthias Schriefl, Matthias Höfs, Helene Traub, Jakob Janeschitz-Kriegel, Ambrose Akinmusire)
- God Is a Drummer (Jazzline Records, 2020)
- Mirror (Jazzline Records, 2025, mit dem Arkè String Quartet)[1]

## Zitate
„Als ich 1977 in den Westen kam, spielte ich nur mit Jazzmusikern. Das war eine sehr kreative Phase und Jazzer waren ebenso angesehen wie Popmusiker. Mittlerweile hat sich Jazz zu einer intellektuellen Musik für ein kleines Publikum gewandelt. Ich aber bin kein Jazzmusiker, sondern ein indischer Musiker, der moderne indische Musik spielt, und zwar für junge Leute.“